# ماتي بارلو
ماتي بارلو (بالإنجليزية: Matty Barlow)‏ هو لاعب كرة قدم بريطاني في مركز الهجوم، ولد في 25 يونيو 1987 في أولدم في المملكة المتحدة. لعب مع أولدهام أثلتيك ونادي ستاليبريدج سيلتيك ونادي هايد إف سي.

## وصلات خارجية
- ماتي بارلو على موقع قاعدة بيانات كرة القدم.إي يو (الإنجليزية)
- ماتي بارلو على موقع Soccerbase.com (لاعب) (الإنجليزية)